# Hypnum robustum
Hypnum robustum là một loài Rêu trong họ Hypnaceae. Loài này được Hook. mô tả khoa học đầu tiên năm 1819.